# تنه (گیاه‌شناسی)
در گیاهشناسی تنه (به انگلیسی: Trunk) به معنای قسمت چوبی و اصلی گیاه است. تنه عامل مهمی در تعیین و تشخیص نوع گیاه است. تنهٔ گیاهن گوناگون بسته به نوع آنها از پایین به بالا متفاوت است. در صنایع چوب بری تنه مهم‌ترین قسمت درخت برای استفاده است. تنه ممکن است هم در گیاهان چوبی و هم در گیاهان غیر چوبی مانند نخل‌ها و سایر تک لپه ای‌ها یافت شود. تنهٔ گیاهانی مانند درختان با گذشت زمان و در اثر مرحلهٔ رشد دوم گیاه (یا در تک لپه ای، رشد شبه ثانویه) قطور تر می‌شوند. تنه‌ها می‌توانند در برابر آسیب، از جمله آفتاب سوختگی آسیب‌پذیر باشند.

## واژگان
تنه‌هایی که برای ساختن الوار بریده می‌شوند را عموماً کنده می‌نامند. اگر به طول خاصی بریده شوند، به آن بالت می‌گویند. اصطلاح «کنده» به‌طور غیررسمی برای توصیف هر تنه کنده شده‌ای که ریشه در زمین نداشته باشد و ریشه‌های آن جدا شده است، استفاده می‌شود. کنده قسمتی از تنه است که پس از قطع شدن درخت، در زمین باقی می‌ماند.

## ساختار تنه
تنه از پنج قسمت اصلی تشکیل شده است: پوست بیرونی، پوست داخلی (آبکش)، کامبیوم، چوب نرم (بافت چوبی زنده) و چوب داخلی (بافت چوبی مرده). اگر از بیرون درخت به سمت داخل پیش برویم:
- لایه اول پوست بیرونی است. بیرونی‌ترین لایه و محافظ تنه است.
- زیر این پوسته، پوست داخلی است که به آن بافت آبکش می‌گویند. آبکش برای انتقال مواد مغذی از ریشه به شاخه‌ها و بالعکس است.
- لایه کامبیوم (Cambium) یک بافت مریستمی (Meristem) است که در گیاهان دولپه ای وجود دارد و نقش آن رشد قطری گیاه است. هورمون‌های اکسین (Auxin Hormones) که در برگ‌ها ساخته می‌شوند، توسط بافت آبکش به بافت کامبیوم آورده شده و منجر به رشد قطری درخت می‌شوند.[۲] این هورمون‌ها می‌توانند تکثیر این سلول‌ها را تحریک و حتی کنترل کنند.[۳]
- مستقیماً در داخل کامبیوم، چوب نرم یا بافت چوبی زنده قرار دارد. این سلول‌ها آب را از طریق درخت منتقل می‌کنند. آوند چوبی همچنین نشاسته را در داخل درخت ذخیره می‌کند.
- در نهایت در مرکز درخت، چوب داخلی قرار دارد. چوب داخلی از سلول بافت چوبی مرده تشکیل شده است که با رزین‌ها و مواد معدنی پر شده‌اند و از رشد سایر ارگانیسم‌ها در مرکز درخت جلوگیری می‌کنند.

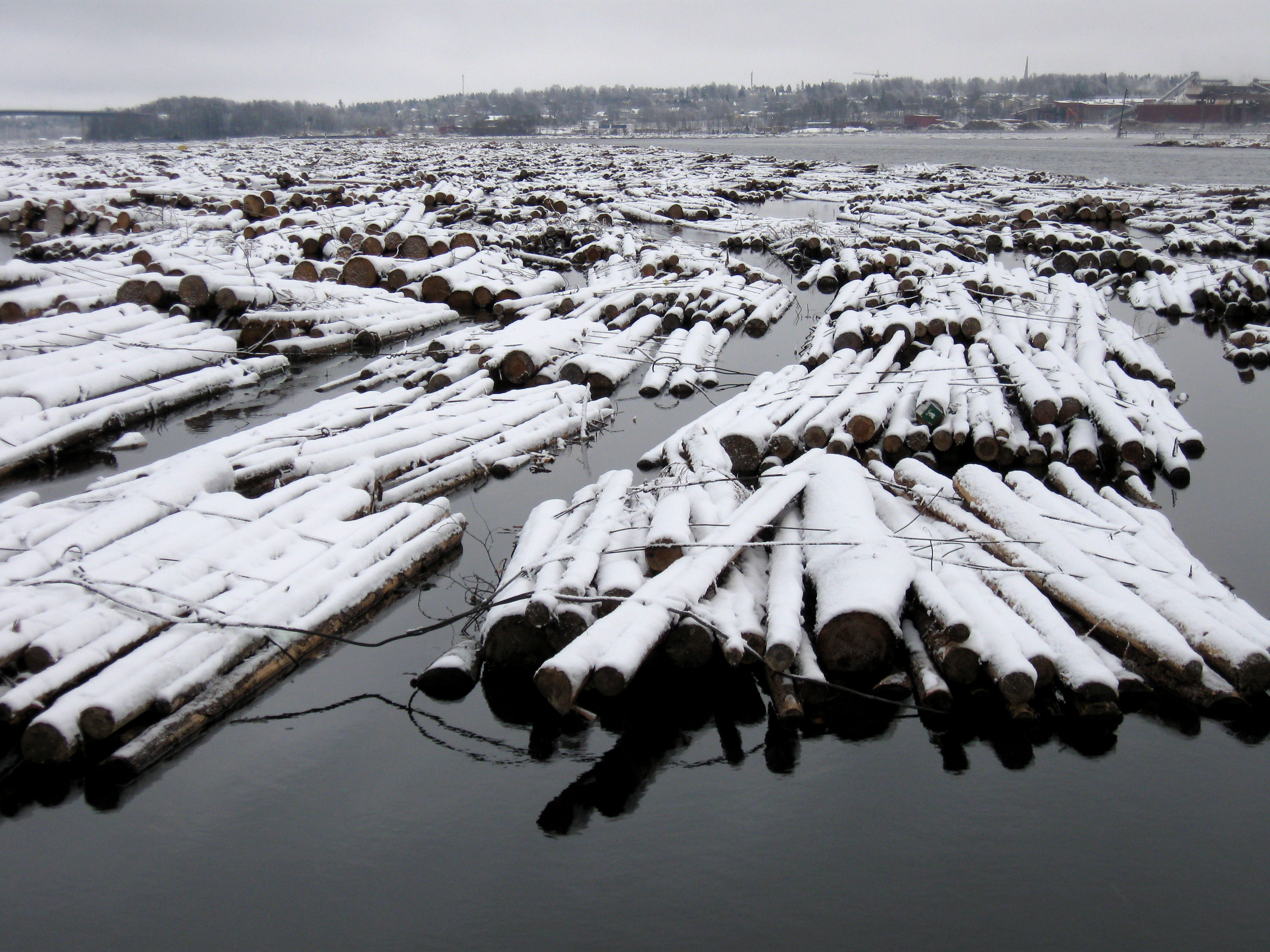
استفاده از تنهٔ درختان در صنایع چوب بری
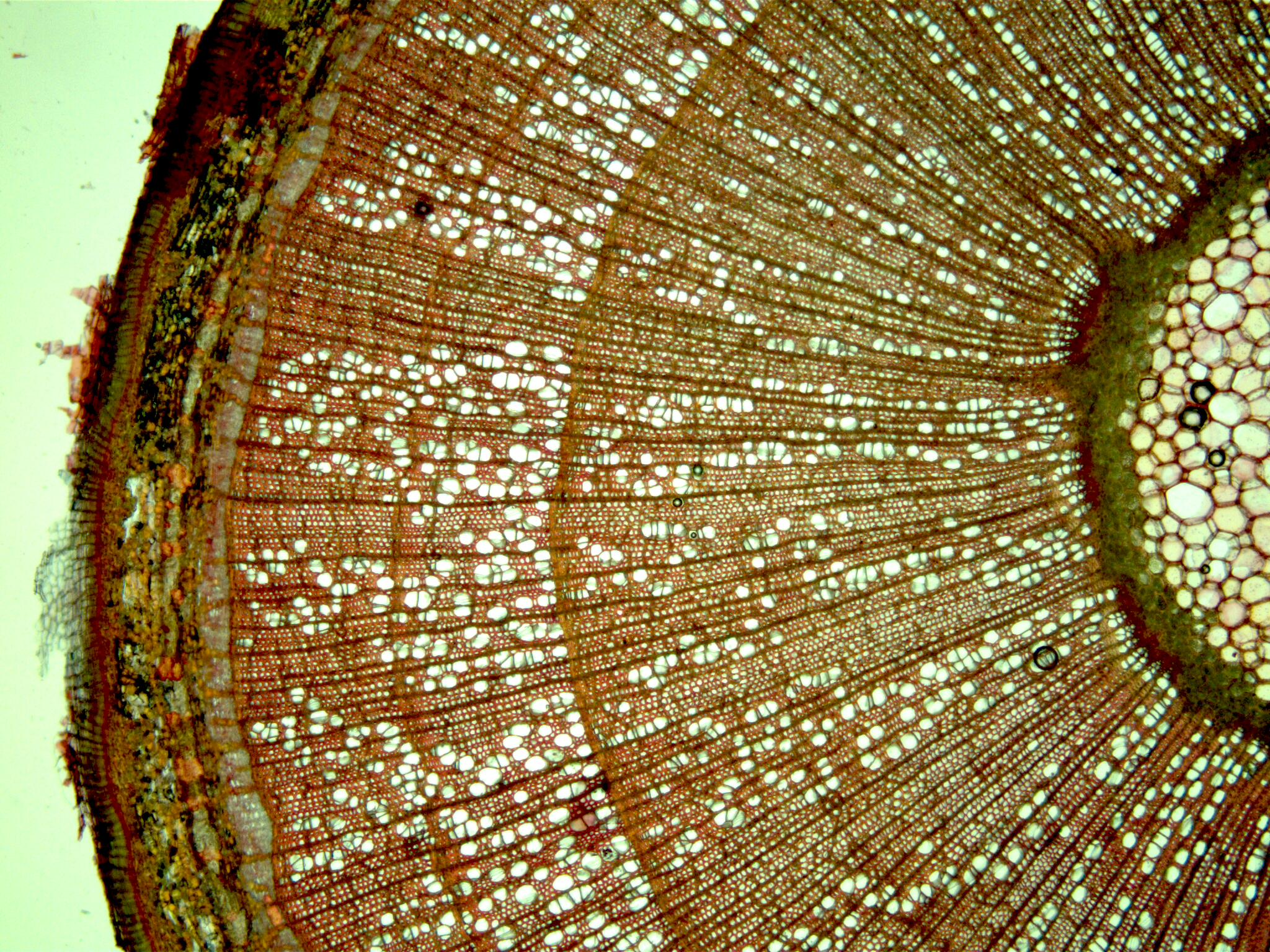
برش جانبی از تنهٔ درخت
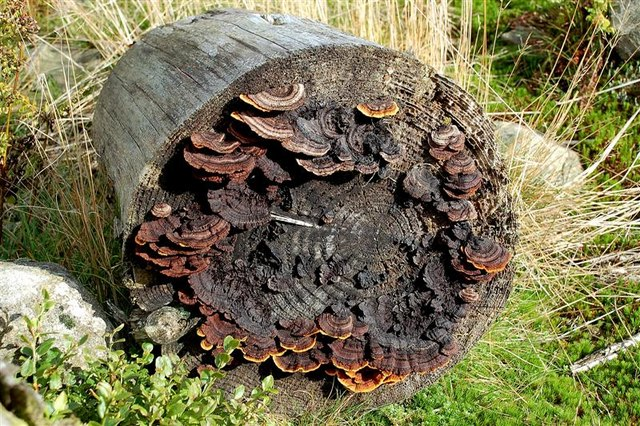
فساد تنهٔ چوب توسط قارچ ها
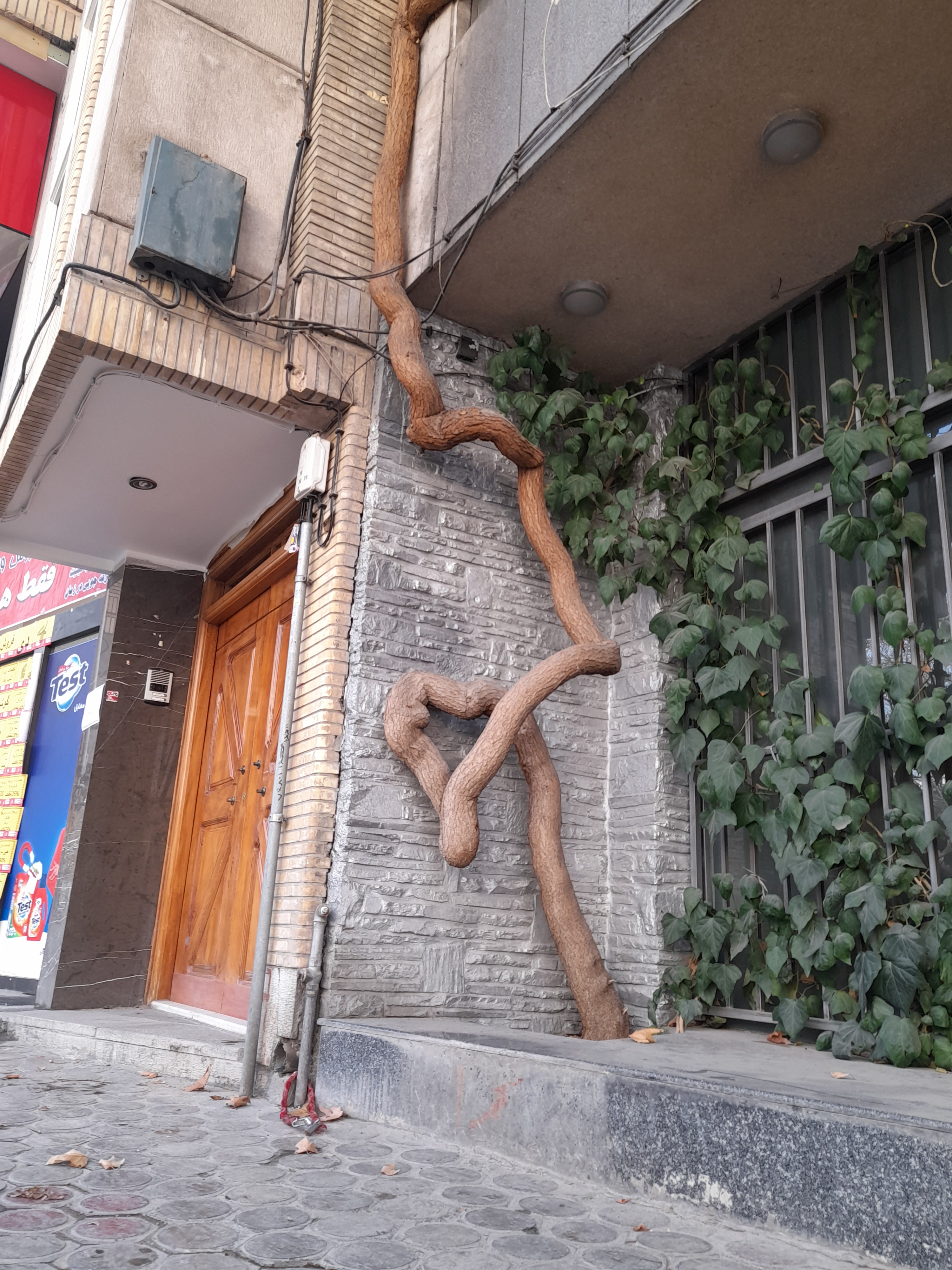
تنهٔ درخت پیچ خورده